# Kitterland
Kitterland (manx Famman Kitterland) – wysepka na Morzu Irlandzkim w archipelagu Wysp Brytyjskich, leżąca na obszarze cieśniny Calf Sound pomiędzy Wyspą Man a wyspą Calf of Man. Wyspa jest niezamieszkana.
Kitterland jest siedliskiem sporej kolonii fok, okazyjnie można zauważyć nawet do 30 osobników.